# Juxtaposition
En grammaire, la juxtaposition, ou parataxe asyndétique, est l'introduction d'une unité syntaxique quelconque sans la médiation d'un mot-outil (on peut dire aussi asyndète ou encore, corrélation implicite).
- Le plus souvent, les relations syntaxiques élémentaires, coordination et subordination sont marquées par un mot-outil, c'est-à-dire, par un coordonnant, dans le cas de la coordination (conjonction de coordination ou adverbe de liaison), et par un subordonnant, dans le cas de la subordination (préposition, conjonction de subordination, pronom relatif ou encore, outil interrogatif ou outil exclamatif). Il peut cependant arriver que ces deux relations de base soient réalisées sans aucun mot-outil autrement dit, par simple juxtaposition, l'unité juxtaposée pouvant ou non être encadrée par des virgules :

Le drapeau bleu, blanc, rouge. / Le drapeau bleu, blanc et rouge.
Les trois adjectifs qualificatifs « bleu », « blanc », « rouge » (tous trois épithètes du nom « drapeau ») sont coordonnés, par juxtaposition dans le premier exemple, et au moyen de la conjonction de coordination « et » dans le second.
Une chemise blanche. / Une chemise de toile.
L'adjectif qualificatif « blanche », épithète du nom chemise, est subordonné par juxtaposition. Le nom « toile », complément du nom « chemise », est subordonné par la préposition « de » (subordonnant).
- Lorsqu'un nom ou un adjectif qualificatif, est satellite juxtaposé, et qu'il peut être déplacé, il s'apparente alors à une apposition :

Le chat immobile guette la souris. Le chat, immobile, guette la souris. Immobile, le chat guette la souris. Le chat guette la souris, immobile.
L'adjectif qualificatif « immobile » (satellite) est épithète du nom « chat » (noyau). Il s'agit d'une épithète liée, dans le premier exemple (subordination par juxtaposition) et d'une épithète détachée (ou apposition) dans tous les autres.
- Remarques
  - L'apposition est donc un cas particulier de subordination par juxtaposition, dans laquelle un satellite se trouve détaché (déplacé ou disjoint) de son noyau, et encadré par des signes de ponctuation (des virgules, le plus souvent).
  - Pour certains grammairiens, la juxtaposition ne concerne que la seule coordination.